# Torri (Rignano sull'Arno)
Torri è una frazione del comune italiano di Rignano sull'Arno, nella città metropolitana di Firenze, in Toscana.

## Geografia fisica
Il paese si trova a 256 m s.l.m., sulla collina che sovrasta la valle dell'Arno, lungo il percorsa dall'itinerario stradale che congiunge il capoluogo a Rosano. Dalla località parte anche la strada che la collega alla vicina frazione di Sarnese.

## Monumenti e luoghi d'interesse
- Chiesa di Santo Stefano a Torri

## Cultura

### Eventi
Ogni anno, nel giorno di santo Stefano, si svolge il tradizionale "Tiro del cacio", manifestazione dedicata al Ruzzola, uno degli sport riconosciuti dalla Federazione Italiana Giochi e Sport Tradizionali.